# Gerrit Plomp
Gerrit Plomp (* 27. Juni 1963 in Utrecht) ist ein ehemaliger niederländischer Fußballspieler.

## Karriere
Plomp spielte in seiner Geburtsstadt beim FC Utrecht. Mit Utrecht spielte er sechs Jahre in der Eredivisie. 1985 schaffte er mit seiner Mannschaft den Einzug ins Finale um den KNVB-Pokal 1984/85. Das Endspiel wurde 1:0 gegen den Helmond Sport gewonnen. Plomp hatte damit seinen ersten Titel im Profifußball gewonnen. Zur Saison 1989/90 wechselte er zum VfL Bochum in die Bundesliga. In Bochum verstärkte er die Abwehr neben Spielern, wie seinem Landsmann Rob Reekers und Thomas Kempe. Trainer Reinhard Saftig brachte ihn in bis zur Winterpause in zehn Spielen zum Einsatz, doch Plomp wechselte zurück in die Niederlande zu Feyenoord Rotterdam. Dort wurde er für ein halbes Jahr zu Fortuna Sittard verlieren. Plomp kehrte nochmal zu Feyenoord zurück, wo er noch bis 1992 spielte.